# 拉科基耶
拉科基耶（法語：La Coquille，法語發音：[la kɔkij]），法国西南部市镇，位于新阿基坦大区多尔多涅省，隶属于农特龙区，其市镇面积为22.37平方公里，2022年1月1日时人口数量为1,259人，在法国城市中排名第8,057位。
拉科基耶位于多尔多涅省东北部，科勒河左岸，利摩日－佩里格铁路由此通过。

## 地名来源
“La Coquille”自1856年起成为当地官方名称，在此之前当地的官方名称为“Sainte-Marie-de-Frugié”。
“La Coquille”一名出自圣雅克贝壳，因该地处于圣雅各之路上而得名；“Sainte-Marie-de-Frugié”一名的来源则有待考证。
拉科基耶所在区域历史上曾通行奥克语，“La Coquille”在奥克语维基百科及Openstreetmap中对应的拼写为“La Coquilha”。

## 历史
拉科基耶的聚落起源尚不清楚，早期当地的核心村落为圣玛丽德弗吕日耶（Sainte-Marie-de-Frugié），中世纪时该地曾为阿基坦公爵的一处领地，后成为同名行省的一部分。法国大革命后，圣玛丽德弗吕日耶成为多尔多涅省的一个市镇。工业革命期间修建的利摩日－佩里格铁路从拉科基耶街区通过并设有车站。1856年，当地政府决定将驻地搬迁至拉科基耶（La Coquille），其市镇官方名称也随之发生更改。

## 地理

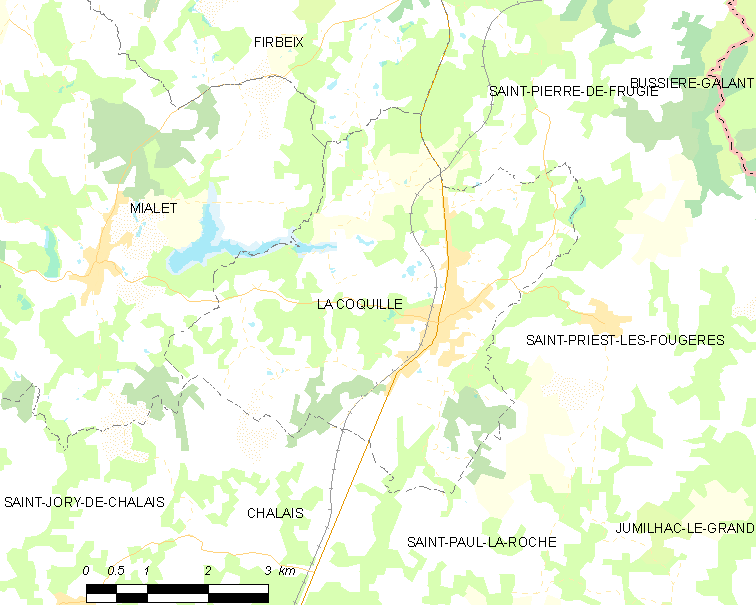
拉科基耶市镇范围地图

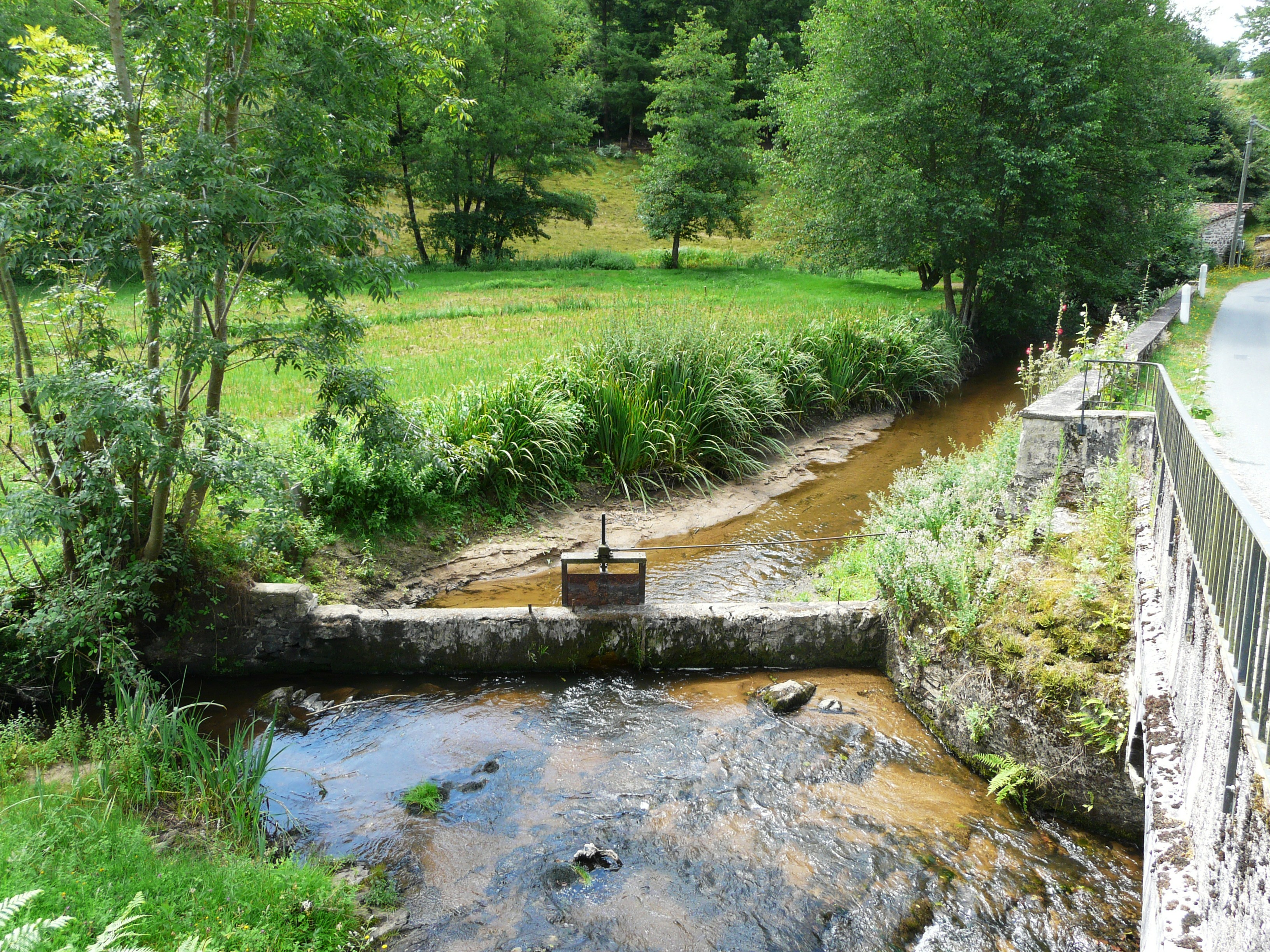
流经拉科基耶的瓦卢斯河 (伊勒河支流)

拉科基耶位于法国西南部，新阿基坦大区中部和多尔多涅省东部，距离省会佩里格大约49公里。与拉科基耶接壤的市镇包括：菲尔贝、沙莱、米亚莱、圣皮埃尔德弗吕日、圣普列斯特-莱富热尔、圣保罗拉罗什。

### 地形
拉科基耶位于法国中央高原西部边缘地带，境内以浅丘和丘陵为主，市镇中心地势较为平坦，全境海拔在259到432米之间。

### 水文
拉科基耶位于加龙河流域范围内，瓦卢斯河自北向南流经境内东部，该河是伊勒河的右岸支流；科勒河则自北向西流经市镇范围西北部。

### 植被
拉科基耶属于温带阔叶混交林区，林地分布于市镇范围内的多个街区。
在鲜花城市的评比中，拉科基耶暂未被评级。

### 气候
拉科基耶在柯本气候分类法中属于温带海洋性气候。

## 行政区划
拉科基耶的市镇编号为24133，邮政编号为24450。
在行政管理方面，拉科基耶隶属于法国新阿基坦大区多尔多涅省农特龙区；在地方选举方面，拉科基耶隶属于蒂维耶县，其市镇范围全境被划入多尔多涅省第三选区；在社会管理方面，拉科基耶是佩里戈尔-利穆赞市镇公共社区的组成部分。
法国国家统计与经济研究所（简称）在进行数据统计时，未将拉科基耶划入任何城市核心区（Unité urbaine）、城市区（Aire urbaine）以及城市辐射区（Aire d'attraction）内。此外，还将拉科基耶市镇整体看作一个“块区”（IRIS），以便于统计人口分布情况。

## 交通

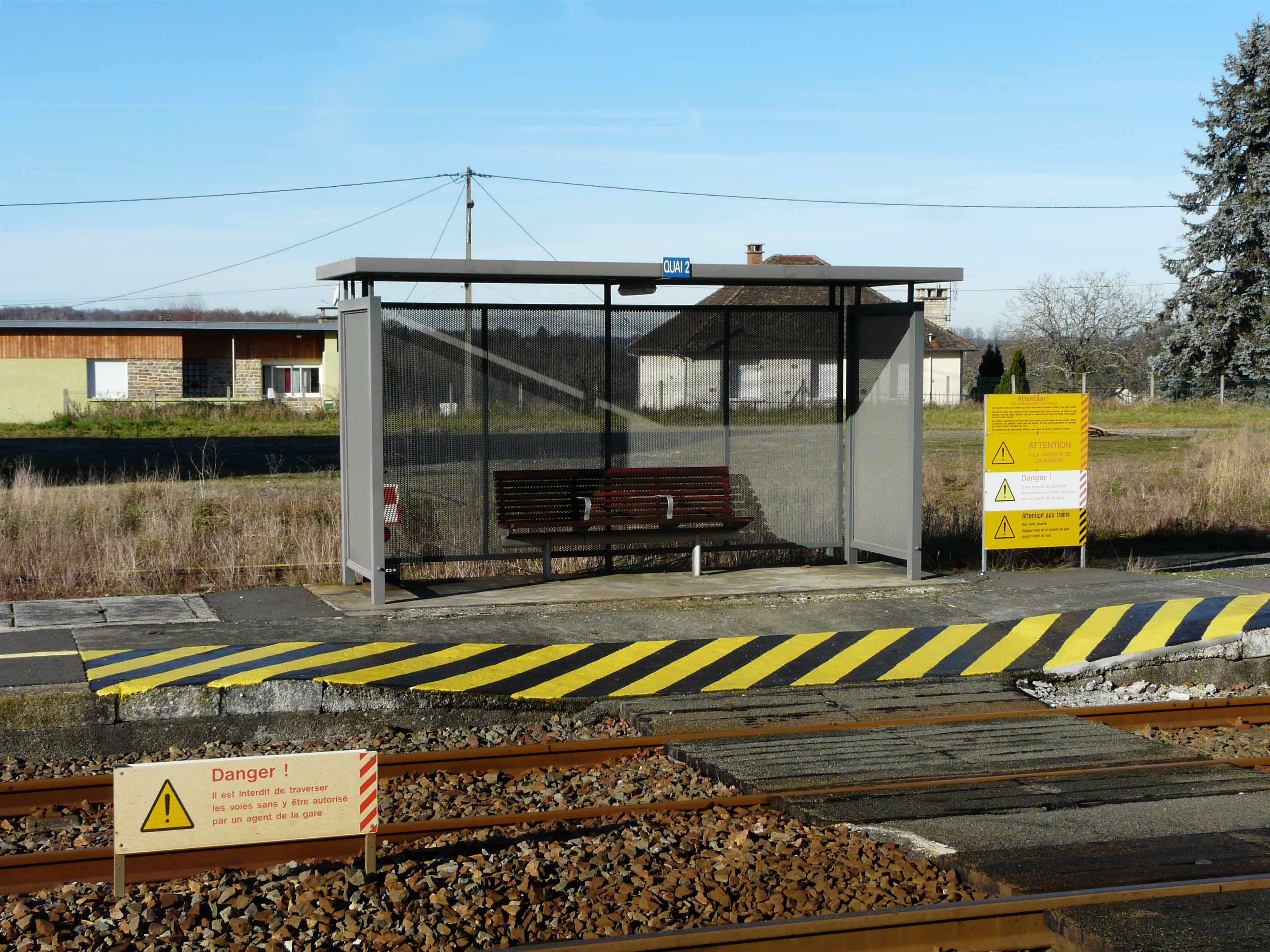
拉科基耶站的候车亭

### 公路
法国国道N21线和多尔多涅省省道D67线、D79线在拉科基耶境内交汇。新阿基坦大区下属的城际客运提供巴士线路，可前往周边部分市镇。
2019年，58.8%的拉科基耶家庭拥有至少一辆私人汽车。2019年，拉科基耶境内共发生各类交通事故1起，造成1人受伤，其中1人重伤。
| 16 | 53 |

| 佩里格 | 48 |

| 利摩日 | 48 |

| 圣伊里耶拉佩尔什 | 24 |

### 铁路
拉科基耶位于利摩日－佩里格铁路上。拉科基耶站位于市区西南部，停靠往返于利摩日和佩里格一线的区域列车。

### 航空
距离拉科基耶最近的民用航空站为利摩日机场，距离拉科基耶市中心的公路里程约44公里。

### 城市公共交通
截至2022年11月，拉科基耶暂无城市公共交通系统。

## 政治

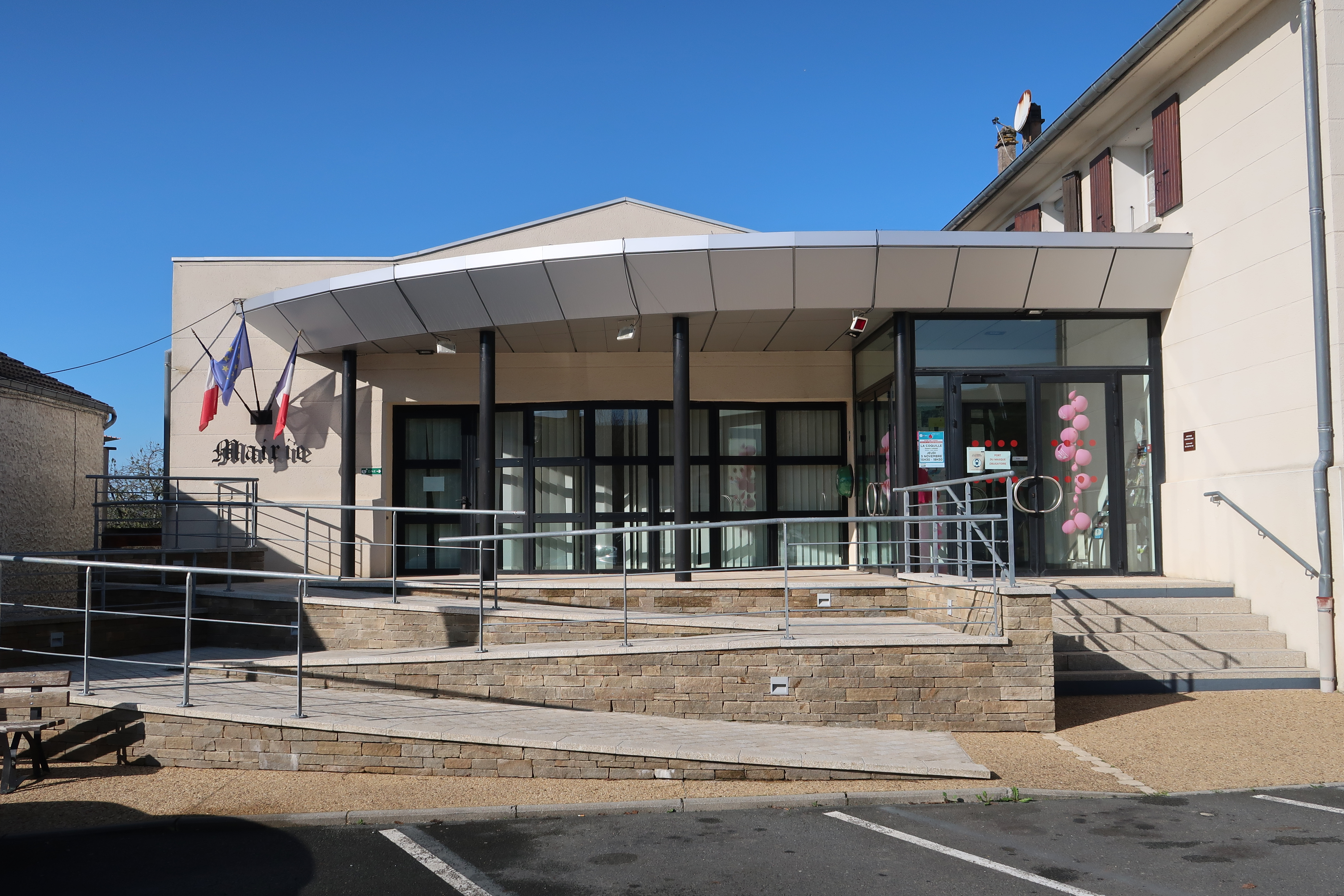
拉科基耶市政厅

拉科基耶的现任市长为米谢勒·富尔女士（Michèle FAURE），她是社会党的一名成员，在2020年的市政选举中获得了100.00%的支持率。
在2022年的法国总统大选中，法国第25任总统埃马纽埃尔·马克龙在拉科基耶获得了51.48%的支持率。

## 人口
2019年，拉科基耶市镇人口数量为1,276，在法国排名第8,057位。其中男性577人，女性699人，75岁及以上人口占19.7%，外籍人口数量为94人，人口密度为57人/平方公里，当地居民被称为（男性）或（女性）。2020年，拉科基耶境内出生6人，死亡人口61人。
| 拉科基耶1901年－2019年人口变化情况 |
|                                    |
| 数据来源：Cassini、INSEE           |

## 经济

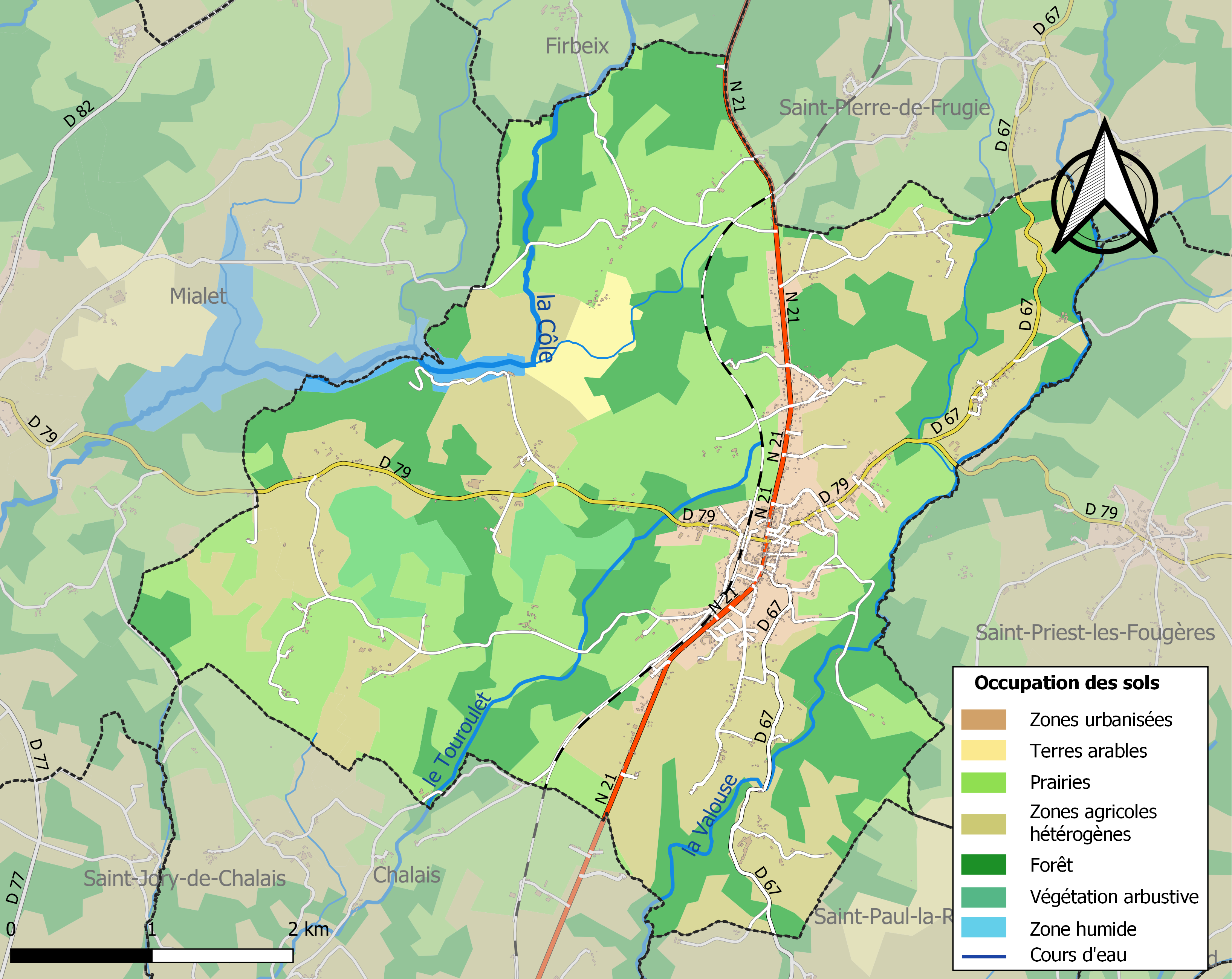
拉科基耶土地利用情况地图

截止2022年11月，拉科基耶市镇范围内共有各类用人单位（包含自雇）219家，平均历史为19年，均为中小型企业（PME），2022年9月至11月间，当地的经济活力指数为0.91%。（零售）、（暖通工程）及（管道工程）是当地2021年营业额最高的三个企业，分别为5,078,887欧元、178,945欧元和53,337欧元。

## 财政与居民收入
2020年，拉科基耶的财政收入总额为1,211,970欧元，财政支出总额为906,840欧元，当年的债务总额为434,190欧元。2021年，拉科基耶市镇共获得372,933欧元的国家财政补助，比上一年增加了2.72%。
2020年，拉科基耶的人均月收入总额为1,563欧元，低于法国平均水平（2,303欧元）。
2019年，拉科基耶境内的青壮年（15至64岁）失业率为17.9%，当地40.7%的家庭拥有纳税资格，平均纳税1,395欧元，低于法国平均水平（3,910欧元）。

## 社会事务

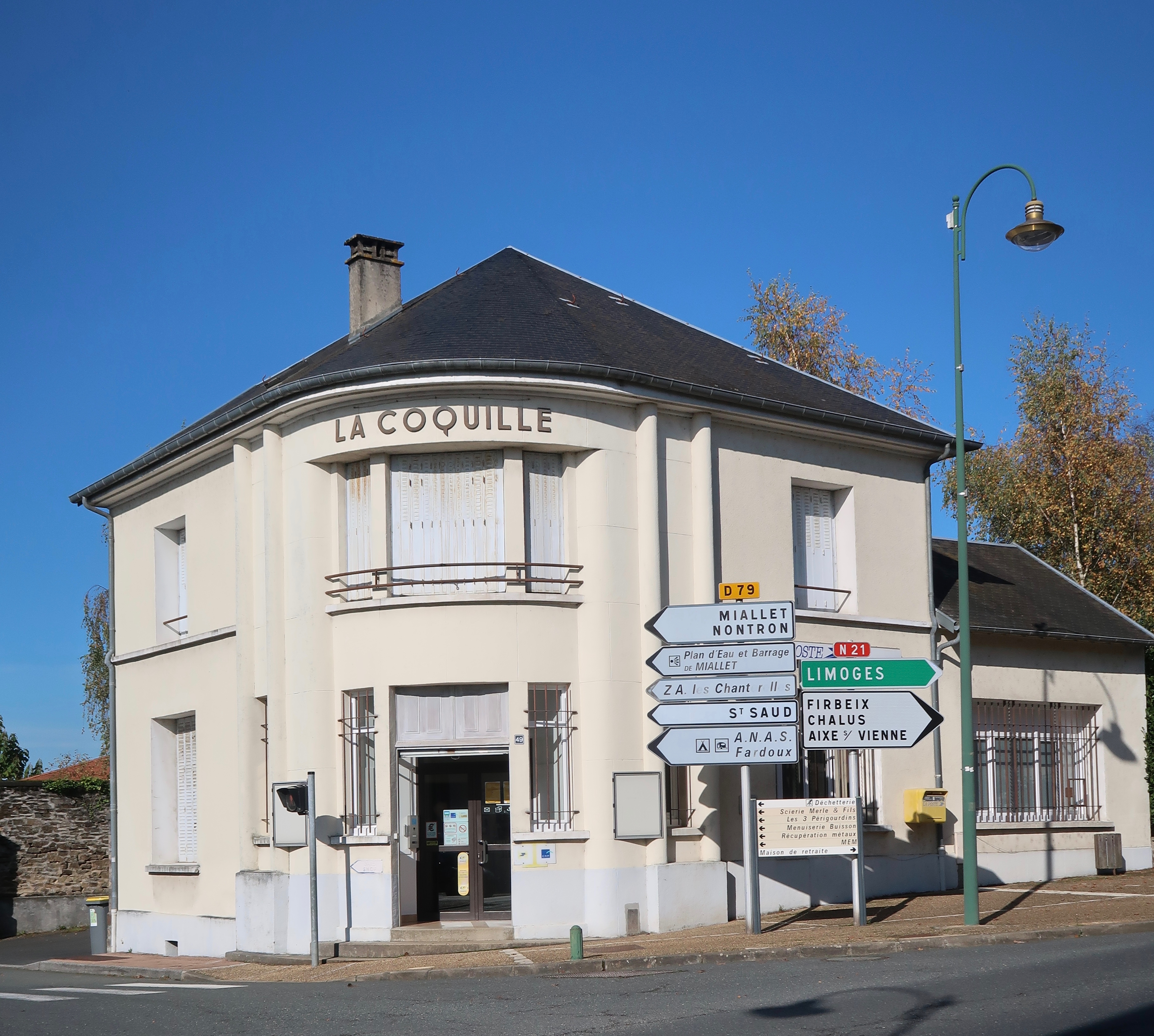
拉科基耶邮政大楼

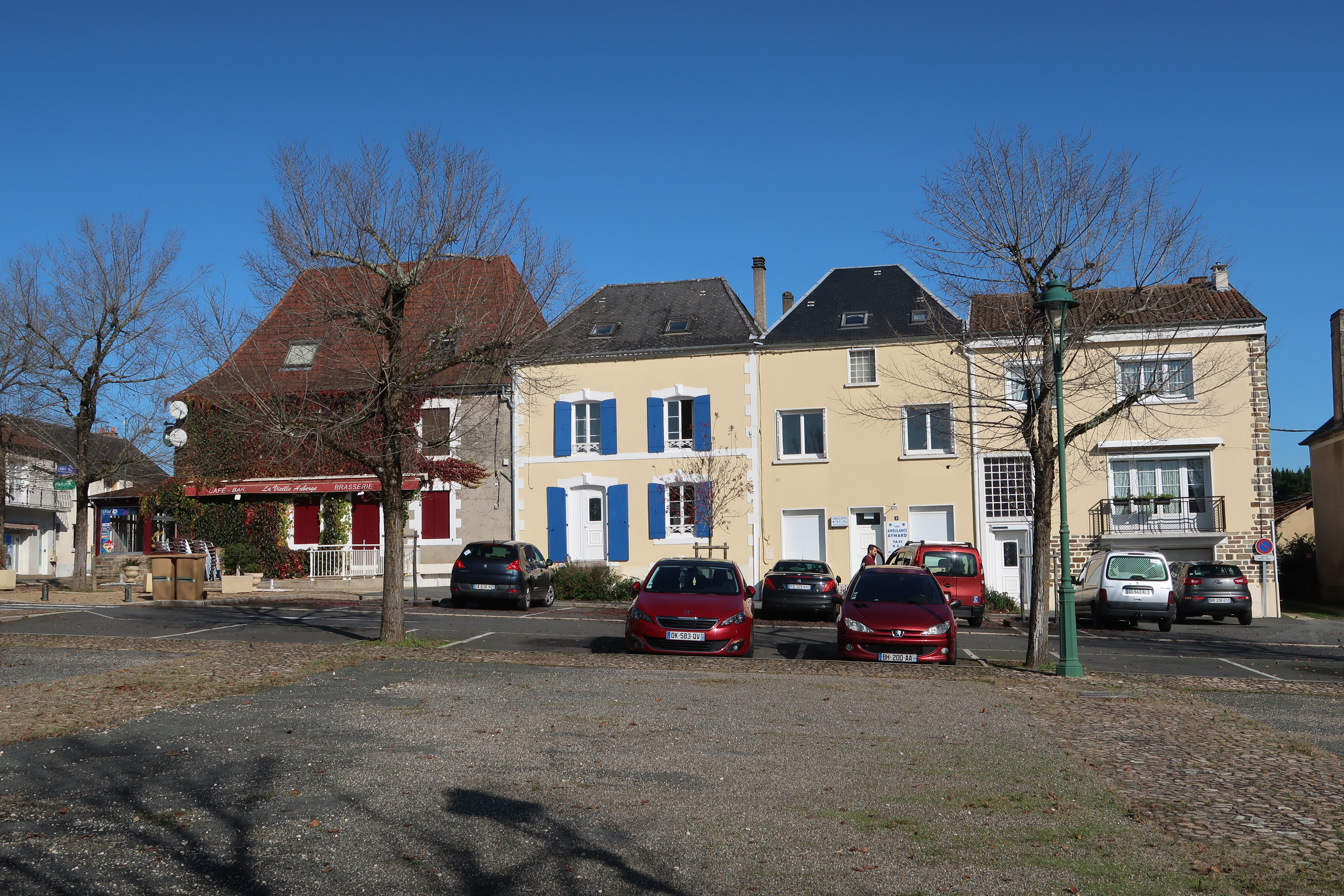
圣雅各之路广场

### 教育
拉科基耶属于波尔多学区。截止2021年1月1日，拉科基耶境内共有1所幼儿园、1所小学和1所初级中学。2018至2019学年度，拉科基耶境内共有在校中等教育阶段学生141名。

### 医疗
截止2021年1月1日，拉科基耶境内共有全科医生4名、保健师1名、牙医2名和护士8名。境内共有药房1家。
距离拉科基耶最近的区域性医疗机构为圣伊里耶拉佩尔什中心医院（Centre hospitalier de Saint-Yrieix-la-Perche），其主病区雅克·布塔尔中心医院（Centre hospitalier Jacques Boutard）位于圣伊里耶拉佩尔什，距离拉科基耶市区的正常车程在半小时以内，该院设有床位126个，是当地规模最大的公立综合性医院。

### 住房
2019年，拉科基耶境内共有各类住房896套，其中90.0%为独立式居民区，9.8%为集中式居民区。常住房屋占拉科基耶市镇范围内居民建筑总量的68.1%。
在住房保障政策方面，2021年，拉科基耶境内共有114户家庭获得了住房经济补助，受益人数占总人口数量的8.9%，其中108份为房租补助。

### 商业
2021年，拉科基耶境内共有各类实体商铺38家，其中餐厅3家、面包房1家、肉铺1家、装饰品店1家、美容美发店5家、汽车维修店4家。市区南部建有一家家乐福便民超市。

### 体育
2021年，拉科基耶境内共有1间体育馆、5处网球场、1处足球或橄榄球场以及1处篮球或排球场。
截至2022年11月，拉科基耶境内暂无注册足球俱乐部。

### 环境
拉科基耶的环境事务由其所属的佩里戈尔-利穆赞市镇公共社区联合各级政府协调负责。2021年，拉科基耶境内暂无污染企业。

### 治安
2021年，拉科基耶市镇范围内有1处宪兵队。
拉科基耶及其附近的共126个市镇是农特龙国家宪兵队（zone gendarmerie de Nontron）的管辖范围。2020年，该宪兵队累计记录各类案件1,903起，其中盗窃类案件913起，经济类案件321起，毒品交易类案件122起。

## 文化

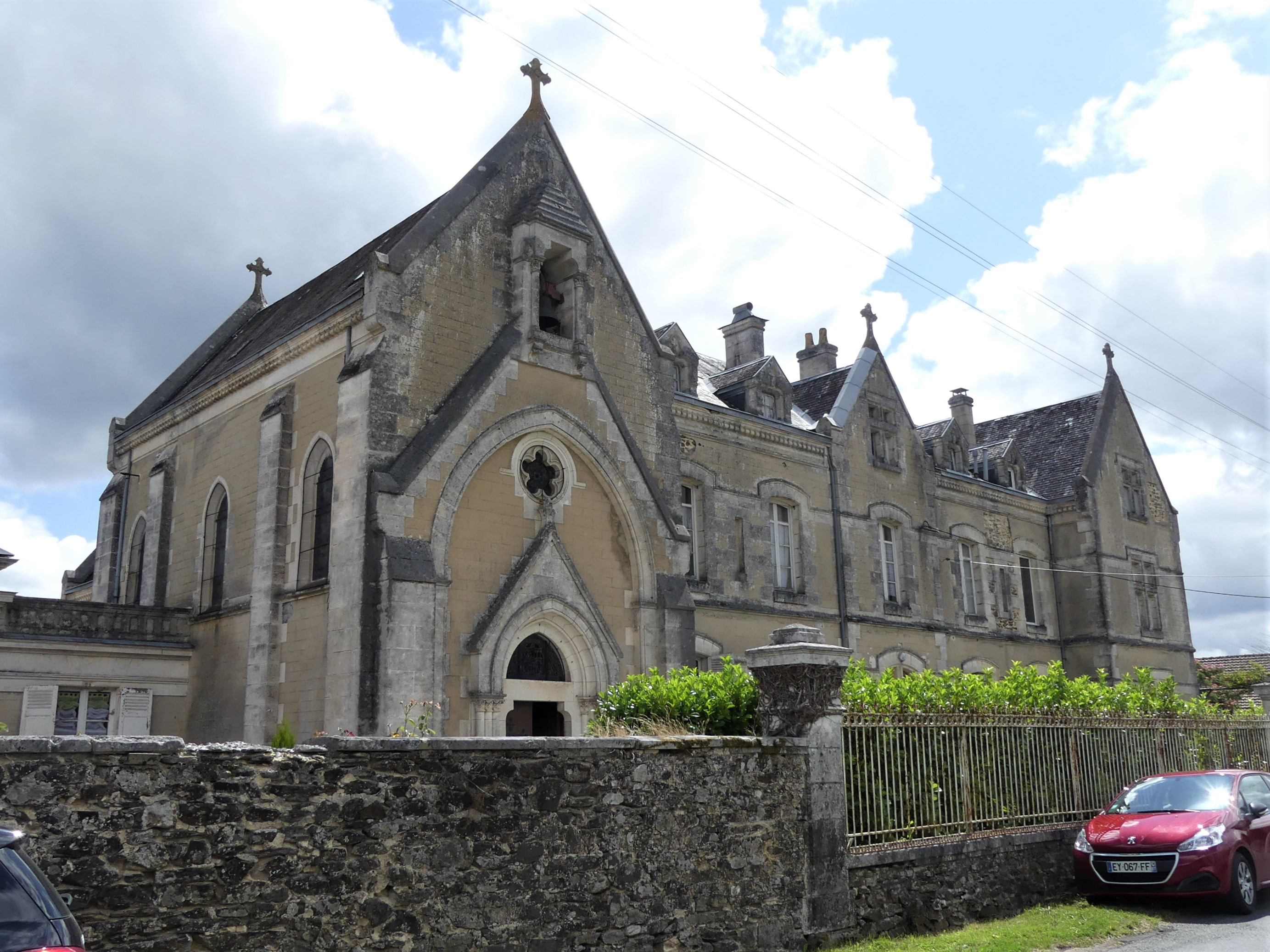
圣玛丽德弗吕日圣玛丽小教堂

2021年，拉科基耶境内暂无任何文化设施。拉科基耶市政府提供市政图书馆，每周二至六向公众开放。

### 建筑
拉科基耶境内有多处历史建筑，其中圣玛丽德弗吕日圣玛丽小教堂（Chapelle Sainte-Marie de Sainte-Marie-de-Frugie）、圣约瑟夫教堂（Église Saint-Joseph）等是当地的代表性建筑物。

### 旅游
拉科基耶的旅游事务由其所属的佩里戈尔-利穆赞市镇公共社区负责。2022年，拉科基耶境内共有1家酒店共计13间房间。

### 媒体
法国主要的媒体均可在拉科基耶接收，法国电视三台下属的新阿基坦大区频道在部分时段播出拉科基耶所属区域的地方新闻。《西南报》、《多尔多涅自由报》、蓝色法兰西佩里格广播、伊萨贝尔广播等是当地主要的地方性媒体。

## 相关人物
法国抵抗运动成员爱德华·瓦莱里出生于拉科基耶。

## 友好城市
截至2022年11月，拉科基耶暂未建立任何友好城市关系。